# Rikke Wölck
Rikke Wölck (* 26. November 1954 in Nykøbing Mors) ist eine dänische Schauspielerin.

## Leben
Rikke Wölck besuchte von 1974 bis 1977 die Staatliche Theaterschule in Kopenhagen, an der sie ihre Schauspielausbildung absolviert hatte. Seitdem stand sie bislang in mehr als 30 Film- und Fernsehproduktionen als Schauspielerin vor der Kamera.
Zudem wirkt sie auch als Darstellerin am Theater, so stand sie unter anderem am Aarhus Teater, am Odense Teater, am Folketeatret oder am Königlichen Theater Kopenhagen auf der Bühne.
Rikke Wölck ist seit 1997 mit dem Schauspieler Claus Bue verheiratet.

## Filmografie (Auswahl)
- 1980: Undskyld vi er her
- 1991: Der schöne Badetag (Den store badedag)
- 1992: Russian Pizza Blues
- 1995: Kun en pige
- 1997: Skat - det er din tur
- 1998: Wenn Mama nach Hause kommt... (Når mor kommer hjem)
- 2000: Italienisch für Anfänger (Italiensk for begyndere)
- 2002: Bertram & Co.